# Chirita medica
Chirita medica är en tvåhjärtbladig växtart som beskrevs av Ding Fang och Wen Tsai Wang. Chirita medica ingår i släktet Chirita och familjen Gesneriaceae. Inga underarter finns listade i Catalogue of Life.